# Якубович, Джонатан
Хонатан или Джонатан Яку́бович (исп. Jonathan Jakúbowicz) — венесуэльский режиссёр, сценарист, продюсер и писатель польского происхождения, лауреат Премии мира немецкого кино 2020 года за фильм «Сопротивление». Входит в список «100 человек, оказавших наиболее положительное влияние на еврейскую жизнь в 2020 году», составленный Фондом Альгемайнера. Его фильм «Ночной экспресс» был номинирован на премию British Independent Film Awards в категории «Лучший фильм на иностранном языке», а в 2005 году был отмечен «Выбором критиков» газеты New York Times..
Изучал социальные коммуникации в Центральном университете Венесуэлы, во время учёбы работал кинокритиком на радиостанции Radio Caracas Radio Grupo 1BC. Начал сотрудничество с продюсером Элисабет Авельян, которая помогла Якубовичу начать карьеру в киноиндустрии.
В 2016 году Якубович начал свою литературную карьеру с публикации романа «Приключения Хуана Планшара», в котором содержались исследования преступлений режима Уго Чавеса, который быстро стал одним из самых продаваемых произведений на испанском языке в США.